# Ignacio Vidau Argüelles
Ignacio Vidau Argüelles (Oviedo, 13 de septiembre de 1952) es un magistrado español. Fue Presidente del Tribunal Superior de Justicia de Asturias (2003-2019).

## Biografía
Hijo del médico ovetense Ignacio Vidau Fernández (1924-2009) y de María Teresa Argüelles Díaz (1928-2018). Es el mayor de seis hermanos: Ignacio, María Teresa, José, María, Pedro y Santiago  Tras estudiar en el colegio de los Maristas de la capital asturiana, se licenció en Derecho en la Universidad de Oviedo.
Ingresó en la Carrera Judicial como juez de distrito (diciembre de 1978). Su primeros destinos le llevaron a Badalona, Llanes, San Martín del Rey Aurelio, Langreo y Avilés. Posteriormente ascendió a magistrado (diciembre de 1989), trasladándose primero al Juzgado de lo Social 1 de Avilés y posteriormente al Juzgado de lo Social 3 de Oviedo. De allí accedió al Tribunal Superior de Justicia de Asturias, como miembro electo (1994), y desde su elección como presidente (2003-2019) como miembro nato. Anteriormente había sido magistrado de la Sala Civil y Penal del TSJA (enero 2001).
Elegido Presidente del TSJA (diciembre de 2003), fue renovado en dos ocasiones por el Pleno del Consejo General del Poder Judicial (2009 y 2014) , permaneciendo en dicho puesto hasta finales del 2019.

## Premios y reconocimientos
- Cruz de San Raimundo de Peñafort (2022),[6] concedida por el Ministerio de Justicia.
- Insignia de Oro del Colegio de Abogados (junio de 2021).[7]
- Homenaje al expresidente del Tribunal Superior de Justicia de Asturias (Oviedo, enero de 2020).[8]
- Colegial honorario del Colegio de Abogados de Asturias (mayo de 2018).[9]